# چیلچی
چیلچی (به لاتین: Chilchi) یک منطقهٔ مسکونی در روسیه است که در استان آمور واقع شده‌است.